# 출발 FM과 함께
《출발 FM과 함께》는 KBS 클래식FM(전국, 수도권 기준 FM 93.1MHz)에서 매일 아침 7시부터 오전 9시까지이다. 방송 중인 클래식 음악 전문 프로그램이다. 단, 이 프로그램은 모두 전국방송이다.

## 역대 진행자
- 안희재 : 초대 진행자
- 유지철
- 윤인구
- 김은성
- 원석현
- 신윤주
- 정세진
- 위서현
- 박지현
- 김승휘

## 시그널
- Giuliani: Introduction, Theme with Variations and Polonaise in A, Op.65 - Polonaise

## 코너

### 평일 코너
- 금주오곡 (월~금)
- 편식의 유혹 (월~금)
- 3분 백과 (월~금)
- 출발 퀴즈! (월~금)
- 한 줄 신청곡 (월~금)

### 주말 코너
- 다만 말없이 감상하소서 (토)
- 음악이 머무는 곳 (일)